# تبریز در مه
تبریز در مه یک مجموعه تلویزیونی به کارگردانی محمدرضا ورزی است. این مجموعه تلویزیونی تاریخی ماجرای جنگ‌های ایران و روسیه را در زمان فتحعلی‌شاه قاجار و عباس میرزا به تصویر می‌کشد و روایت‌گر جنگ‌های این دو کشور از آغاز تا مرگ عباس میرزا است.
برای تصویربرداری این سریال از شهرک سینمایی غزالی استفاده شد. مکان‌هایی مانند تالار بزرگ تبریز، میدان بزرگ شهر، مسجد جامع، دارالحکومه (کاخ عباس میرزا)، دروازه ورودی شهر، چند منزل و تکیه و غیره، از جمله لوکیشن‌هایی است که به شکل دکور در شهرک سینمایی غزالی بازسازی شده‌است. 
این سریال در شهریور ۱۳۹۶ از شبکه آی فیلم باز پخش شد.

## بازیگران
| بازیگر            | نقش                   |
| ----------------- | --------------------- |
| محمدرضا شریفی‌نیا  | فتحعلی‌شاه قاجار       |
| جمشید مشایخی      | میرزا عیسی قائم‌مقام   |
| کوروش تهامی       | عباس میرزا            |
| محمد مطیع         | قائم‌مقام فراهانی      |
| حسام نواب‌صفوی     | لطفعلی‌خان زند         |
| رز رضوی           | مریم بانو             |
| مجید مظفری        | کریم‌خان زند           |
| ارژنگ امیرفضلی    | میرزا یعقوب ارمنی     |
| حسین محب‌اهری      | میرزا ابوالحسن شیرازی |
| محسن صادقی‌نسب     | میرفتاح               |
| ژیلا سهرابی       | خاتون                 |
| الهام حمیدی       | طاووس خانم            |
| فقیهه سلطانی      | کتوان                 |
| رزیتا غفاری       | ریحان                 |
| فخرالدین صدیق‌شریف | میرزای خوئی           |
| کمند امیرسلیمانی  | آسیه                  |
| سعید امیرسلیمانی  | حاجی میرزا آقاسی      |
| کامران تفتی       | محمدشاه قاجار         |
| عنایت‌الله بخشی    | پیرقلی‌خان قاجار       |
| چنگیز وثوقی       | آصف‌الدوله             |
| امیر دژاکام       | میرزا شفیع مازندرانی  |
| داریوش کاردان     | حاج ابراهیم‌ کلانتر    |
| داریوش کاردان     | میرزای قمی            |
| امیریل ارجمند     | لاچین خان             |
| شهرام عبدلی       | مهدی‌قلی خان           |
| سپند امیرسلیمانی  | نظرعلی بیگ            |
| رضا فیاضی         | ژنرال گاردان          |
| سید جواد هاشمی    | میرزا مسیح مجتهد      |
| زهیر یاری         | گریبایدوف             |
| علیرضا علیا       | عسکرخان افشار         |
| علیرضا علیا       | ویت ورس               |
| محمود اردلان      | ژنرال سیسیانف         |
| علی رامز          | سید محمد مجاهد        |
| خسرو فرخزادی      | سرگور اوزلی           |
| ولی‌الله مؤمنی     | ژنرال پاسکوویچ        |
| نقی سیف‌ جمالی     | حاج بابا              |
| حسن کاخی          | جان ملکم              |
| امیرمهدی کیا      | مالتسوف               |
| حسین پرستار       | سر هارفُرد جُنز         |
| رامین راستاد      | ناپلئون بناپارت       |
| فرزانه سهیلی      | گلناز                 |
| لیلا زارع‌زاده     | نینا                  |
| ساغر عزیزی        | مریم شیرازی           |
| نصرت دستمردی      | حکیم                  |
| محمدرضا خسروی     | نیاران دوریشچف        |
| مسعود عجمی        | ارنست ژوبر            |
| خسرو فرخزادی      | ریچارد ولزی           |
| مهران مطیع        | کلنل مک دونالد        |
| حسین اعتماد       | ساشکا                 |
| اتابک نادری       | میرزا تقی‌خان فراهانی  |
| شیرین ایزدی       | گوهر ملک خانم         |
| حامد محمدیان      | آغا محمدخان قاجار     |
| سیامک حلمی        | میرزا محمدرضا قزوینی  |
| رهام مخدومی       | مارشال گوداویچ        |
| الهام سیدی        | گلنسا                 |
| علی عطلایی حور    | یاور                  |
| امیر حاجی‌قربانی   | تقی                   |
| سیدمتین انصافی    | علی‌اکبر               |
| سالار سعیدی       | محمدشاه               |
| محمدحسین محمدزاده | شازده                 |
| امیرحسین غفاری    | خواجه اصغر            |
| حمیدرضا ناجیان    | سروان بونتان          |
| حسین باقریان      | ستوان فابویه          |
| مرتضی راد         | دکتر سالواتوری        |
| حسین کریمخان      | زندآوانس              |
| علی کریمی‌پور      | سیدرضا                |

## قسمت‌ها
| شم. کلی | شم. در فصل | عنوان                                 | کارگردان  | Teleplay by | تاریخ پخش اصلی |
| --- | ---------- | ------------------------------------- | --------- | ----------- | -------------- |
| 1 | 1          | «آغاز تاخت‌وتاز روسیه به مرزهای ایران» | اعلان‌نشده | اعلان‌نشده   | اعلان‌نشده      |
| یعقوب مارکاریان از سوی سرجان ملکم فراخوانده می‌شود ملکم به او می‌گوید روسیه به گنجه و شروان تاخته‌است (نخستين تاخت‌وتاز سيسيانف در ۱۸۰۴ میلادی بود) و پیش از آنکه پیک‌ها شاه را بیاگاهانند تو این خبر را به او بده تا شگفت‌زده و خشمگین شود یعقوب مارکاریان هم همین کار را می‌کند و شاه دستور می‌دهد ولیعهد از تبریز به تهران بیاید. در تبریز میرزاعیسی در میان مردم از ارج بسیار برخوردار است او درباره نامه شاه با عباس میرزا سخن می‌گوید و عباس بی‌درنگ راهی تهران می‌شود . |            |                                       |           |             |                |
| 2 | 2          | «نخست‌وزیر بخت‌برگشته»                  | اعلان‌نشده | اعلان‌نشده   | اعلان‌نشده      |
| نخست‌وزیر حاج ابراهیم کلانتر به گونه‌ای ناگوار در دیگ آب جوش انداخته و کشته می‌شود (۱۸۰۱ ميلاري) و میرزا شفیع مازندرانی جایگزینش می‌گردد عباس میرزا با پیشواز میرزا شفیع مازندرانی به کاخ شاه در تهران می‌رسد او در آغاز به عمارت الماس نزد مادرش می‌رود. شاه پیشنهاد می‌دهد مادر عباس میرزا به همراه پسرش در هنگام برگشت به تبریز برود. |            |                                       |           |             |                |
| 3 | 3          | اعلان‌نشده                             | اعلان‌نشده | اعلان‌نشده   | ۲۶ آوریل ۲۰۱۷  |
| سرجان ملکم می‌گوید باید آخوند برای سال‌های آینده پرورش بدهیم. ز با رخت و چهره دگرگون پای سخنرانی میرزا مسیح می‌رود سپس سخنرانی میرزا مسیح را برای شاه بازگو می‌کند. میرزا ابوالحسن‌خان شیرازی از یعقوب مارکاریان می‌خواهد میانجی خواستگاری دختر شاه شود. شاه به پسرش عباس میرزا می‌گوید از گنجینه تبریز هزینه جنگ را فراهم کند. شاه پیشنهاد می‌کند عباس میرزا مادرش را با خود به تبریز ببرد. شاه گوهر را به عباس میرزا می‌سپارد و به او می‌گوید شوهر دادن یا ندادنش با توست. از آن سو، شاه به یعقوب مارکاریان می‌گوید به میرزا ابوالحسن‌خان شیرازی بسپارد که چون عباس ميرزا دیدگاه گوهر را ارج می‌نهد پیش از رفتن عباس میرزا به تبریز گوهر را به‌همسری بگیرد وگرنه راهی برای دست یافتن به گوهر نمی‌ماند. حالا گوهر دست به دامان یعقوب مارکاریان می‌شود و به او باج هم می‌دهد طاووسِ سوگلی هم شاه را برای پذیرش میرزا ابوالحسن‌خان شیرازیدر جایگاه داماد برمی‌انگیزد. مادر گوهر از شوهرش فتحعلی‌شاه می‌خواهد که گوهر را به پیرمرد شیرازی ندهد. عباس میرزا ، مادرش و خواهرش را هر دو برمی‌دارد و به تبریز می‌رود و به جای گوهر یک مرد را سر سفره عقد می‌نشانند و پیرمرد شیرازی را ریشخند می‌کنند شاه هم می‌گوید دلجویی از یکی از زنان عقدی‌ام را جدا می‌شوم و تو برو بگیرش. |            |                                       |           |             |                |
| 4 | 4          | اعلان‌نشده                             | اعلان‌نشده | اعلان‌نشده   | اعلان‌نشده      |
| میرزا شفیع مازندرانی نخست وزیر تازه، شاه را از نابسامانی ارتش می‌آگاهاند ولی شاه جدی نمی‌گیرد. یعقوب مارکاریان با رخت و چهره دیگرگون دوباره به مدرسه شیخ مسیح می‌رود ولی دانش‌آموزی پی به کیستی او می‌برد و بیرونش می‌کنند. عباس میرزا و مادر و خواهرش به تبریز می‌رسند و طلاقنامه فتحعلی شاه هم به دستشان می‌رسد. مادر عباس میرزا برای گردآوری سرباز سراغ خواستگار پیشینش سرکرده ایل قاجار پیرقلی‌خان می‌رود. مردم در تبریز گروه گروه برای نام‌نویسی در جنگ پا پیش می‌گذارند. شاهدخت باگرایی (کتوان) خود را به تهران می‌رساند تا از شاه درخواست کمک بکند. |            |                                       |           |             |                |
| 5 | 5          | اعلان‌نشده                             | اعلان‌نشده | اعلان‌نشده   | اعلان‌نشده      |
| شاه با یک نگاه دلداده کتوان می‌شود. ارتش از تبریز به راه می‌افتد. کتوان به یعقوب مارکاریان می‌گوید فریبم دادی من برای درخواست کمک به تهران آمدم نه برای گرفتار شدن در سراپرده شاه. طاووس با کارد به جان کتوان می‌افتد ولی نمی‌تواند بکشدش و هنگامی که پی می‌برد کتوان از شاه خوشش نمی‌آیند با کتوان همکاری می‌کند و با هم برای رهاندن کتوان از ارگ برنامه می‌ریزند سر هارفورد جونز به ایران می‌آید (۱۸۰۷ م) و آگاهی‌ها و راهنمایی‌هایی از سرجان ملکم می‌گیرد شاه از سر جان ملکم درخواست کمک می‌کند ولی نمی‌پذیرد در برابرش خاک بدهد . |            |                                       |           |             |                |
| 6 | 6          | اعلان‌نشده                             | اعلان‌نشده | اعلان‌نشده   | اعلان‌نشده      |
| سیسیانف شماری از زنان گرجی را در جنگل اسیر می‌کند و در همین آن ارتش عباس‌میرزا می‌رسد و با توپخانه گردان سیسیانف را شکست می‌دهد و به زنان پیشنهاد می‌کند همراهشان به تبریز بیایند تا آنگاه که خانواده‌هایشان پیدا شوند. خبر می‌آورند که سیسیانف به دژ ایروان رفته و آنجا سنگر گرفته، عباس میرزا به لاچین‌خان فرمان می‌دهد به آنجا بتازند. لاچین‌خان این کار را با کامیابی انجام می‌دهد. سرجان ملکم و سرهارفورد جونز به دیدار فتحعلی‌شاه می‌روند شاه گلایه می‌کند چرا به ارتش ایران کمک نکردید... آنها درخواست گماشته‌شدن رابط میان تهران و لندن را می‌کنند و پیشنهادشان میرزا ابوالحسن شیرازی‌ست. همین‌گونه هم می‌شود و او از سوی شاه به جایگاه ایلچی گمارده می‌شود. گفتگوی عیسی فراهانی و عباس‌میرزا درباره دشمن‌ستیزی. گفتگوی کتوان و عباس‌میرزا. لاچین‌خان (آندره) در گوشه‌ای کتوان را می‌بیند و از زنده بودن عشق کهنه می‌گوید. عباس میرزا به عیسی فراهانی می‌گوید از آنجاییکه سیسیانف به بادکوبه گریخته باید به این شهر نیرو بفرستید. ریحان همسر عباس میرزا به دیدار کتوان می‌رود و او را به تعزیه فرامی‌خواند. |            |                                       |           |             |                |
| 7 | 7          | اعلان‌نشده                             | اعلان‌نشده | اعلان‌نشده   | اعلان‌نشده      |
| سرداران ایرانی پس از آگاهی از پناه بردن سیسیانف به بادکوبه به آن شهر رفته و او را می‌کشند لاچین خان دوباره به کتوان ابراز عشق می‌کند و این داستان را کتمان به ریحان می‌گوید و داستان‌هایی که در گرجستان میانشان گذشته بود را نیز بازگو می‌کند . آسیه می‌بیند که کتوان از او خوشش نمی‌آید و به جایش همسر دوم عباس میرزا را دوست دارد از همین‌ روی در شهر چو می‌اندازد که عباس میرزا خواهان کتوان است. گذشته نمایی چگونگی آشنا شدن ریحان و عباس را نشان می‌دهد . |            |                                       |           |             |                |
| 8 | 8          | اعلان‌نشده                             | اعلان‌نشده | اعلان‌نشده   | اعلان‌نشده      |
| سر سیسیانوف را به تهران می‌فرستند ولی یادآوری میرزا عیسی به همه می‌فهماند که سپاه روس همچنان در مرزهاست. نظر علی بیگ می‌گوید به جای ۲۰۰ اسب ترکمن فقط ۱۰۰ تا به ما رسیده است. لاچین خان عباس میرزا را میانجی قرار می‌دهد تا به کتوان برسد. لاچین دم در خانه کتوان می‌رود ولی باز دست رد به سینه‌اش می‌خورد. پدر ریحان به ریحان می‌گوید شایعات درباره عباس میرزا نگرانم می‌کند. عباس میرزا کتوان را فرا می‌خواند تا درباره شایعات از او بپرسد. مادر عباس میرزا سرزنشش می‌کند او هم پاسخ می‌دهد که آقا را صدا بزنید چون کتوان می‌خواهد مسلمان شود و سپس عروسی کند. برادران ریحان می‌خواهند عباس میرزا را بکشند ولی پدرشان جلوشان را می‌گیرد و می‌گوید ریحان خودش پا پیش گذاشته است. ریحان به کتوان نماز می‌آموزد آسیه نقشه کشتن کتفون را می‌کشد و می‌خواهد بیندازدش گردن لاچین . به جان کتوان سوء قصد می‌شود و عباس میرزا دنبال ضارب می‌گردد و این مایه خشم میرزا عیسی می‌شود. گوهر از میرزا عیسی می‌پرسد چرا برادرم عوض شده و با کسی سخن نمی‌گوید ولی میرزا عیسی خشمگین می‌شود که این مرد میهن را رها کنید . لاچین به محل زندگی کتوان می‌رود و کمی دیوانه بازی در می‌آورد. عباس میرزا فرمان می‌دهد آیین عقد در مسجد در برابر همه مردم شهر انجام شود ولی همین مردم به او زخم زبان می‌زنند عباس میرزا زخم زبان‌هایی که بابت تجدید فراشش دریافت می‌کند خشمگین است و داد و بیداد می‌کند و می‌خواهد یگانه اندیشه مردم جنگ و شهدا باشد و نه پشت سر سخن گفتن. ناگهان عباس لاچین را به سوی سفره عقد می‌فرستد . LineColor = A62325 |            |                                       |           |             |                |
| 9 | 9          | اعلان‌نشده                             | اعلان‌نشده | اعلان‌نشده   | اعلان‌نشده      |
| رشک‌ورزی آسیه با شنیدن سخنان دلبرانه ریحانه و عباس‌میرزا بیشتر می‌شود و به خواجه‌اش فرمان می‌دهد که به ریحان زهر بخوراند و بکشدش. این کار را خواجه در جشن عروسی لاچین و کتوان می‌کند و حال ریحان بد می‌شود ، آسیه نیز زمان زایمانش فرا می‌رسد و از آنجاییکه ماما در دسترس نیست ریحان با همان حال بدش کمک می‌کند که بچه زاده بشود و همین کمک آسیه را پس از مرگ ریحان دچار عذاب‌وجدان می‌کند و ناگزیرش می‌کند که برود خواجه‌اش را بکشد و سرانجام کار خودش نیز به تیمارستان می‌کشد و از خانه عباس‌میرزا می‌رود. |            |                                       |           |             |                |
| 10 | 10         | اعلان‌نشده                             | اعلان‌نشده | اعلان‌نشده   | اعلان‌نشده      |
| حاج میرزا آقاسی می‌آید و سرپرستی و آموزش محمدمیرزای نوزاد (زاده ۱۸۰۸ م) را به دوش می‌گیرد او را با خود می‌برد. دختر ریحان اندوهگین است که چرا پدرم نمی‌گذارد در آوردگاه بجنگم. طاووس با داستان‌هایی که از اندرونی می‌گوید حوصله شاه را سر می‌برد. سرجان ملکم از فرستاده شدن سرداران ایرانی به هند برای یادگیری فن‌های لشگری آگاه شده‌است او در سفارت انگلیس با یعقوب مارکاریان سخن می‌گوید که چرا مرزهای ایران و روس آرام است؟ او هم می‌گوید برای برانگیختن شاه باید سبیلم را چرب کنید گفتگوی میرزا عیسی و عباس‌میرزا درباره کوتاه کردن دست بیگانه و بایستگی ترجمان دانش اروپایی به پارسی و آموختن پیشرفت‌های لشگری‌شان. |            |                                       |           |             |                |
| 11 | 11         | اعلان‌نشده                             | اعلان‌نشده | اعلان‌نشده   | اعلان‌نشده      |
| پیرقلی‌خان در سفره‌خانه با گردن‌کلفتی یک لات رویارو می‌شود و برای مالیدن پوز این جوان به خاک ، با او کشتی می‌گیرد سپس برای رسوایی‌اش به بازار می‌بردش که این کار و آسودگی پیرقلی‌خان از جنگ و نبرد و پرداختنش به کارهای بی‌ارزش واکنش میرزامحمدرضاخوئی را در پی می‌دارد. عباس‌میرزا نشست پیشبرد جنگ را با نظرعلی‌بیگ، مهدی‌قلی‌خان، لاچین‌خان، میرزا عیسی و پیرقلی‌خان برگزار می‌کند. سخن‌گفتن میرزاشفبع‌مازندرانی با فتح‌علی‌شاه درباره تاریخ معاصر فرانسه و پیشنهاد عسگرخان افشار (۱۸۰۸ م)به جایگاه ایلچی و رفتن او به پاریس و دیدار با ناپلئون |            |                                       |           |             |                |
| 12 | 12         | اعلان‌نشده                             | اعلان‌نشده | اعلان‌نشده   | اعلان‌نشده      |
| عسگرخان افشار در پاریس از سوی یک ناشناس به یک مهمانی فراخوانده می‌شود و این فراخوان را با گاردان درمیان می‌گذارد و سپس به مهمانی می‌رود. آنجا عسگرخان پی می‌برد که مهمانی لژ فراماسون است و نباید به کسی درباره این مهمانی چیزی بگوید ولی او باز هم با گاردان سخن می‌گوید و فراماسون‌ها هم از همین روی دختری گل‌فروش را برای کشتن او می‌فرستند. پیگیری فراماسون‌ها کنجکاوی عسگرخان افشار را کم‌کم برمی‌انگیزد و در آینده از آنها خوشش می‌آید. گاردان عسگرخان را به فینکنشتاین در مرز لهستان نزد ناپلئون میبرد که پیمان میان ایران و فرانسه نگاشته شود. گروه همراه عسگرخان افشار از همانجا سوی ایران به‌راه می‌افتند. و در تبریز با بزرگان دیدار و درباره کم‌وکاستی‌های لشگریان تبریز و نیازمندی‌هایشان پژوهش و برنامه‌ریزی می‌کنند. کمبود بودجه و نبود پول خودنمایی می‌کند. پس از تبریز گروه فرانسوی به تهران می‌رود که ملکم و سرهارفورد جونز با آگاه شدن از آن نزد میرزا ابوالحسن شیرازی گله می‌کنند. |            |                                       |           |             |                |
| ١٣ | ١٣         | اعلان‌نشده                             | اعلان‌نشده | اعلان‌نشده   | اعلان‌نشده      |
| آئین روز نخست نوروز در کاخ شاه با همراهی گاردان و ژوبر پای سخنان میرزامسیح می‌نشیند. سرهارفورد جونز و سرجان ملکم به دیدار شاه می‌روند و شاه هم فرمان بیرون رفتن آنها از مرزهای ایران را داد که خشم آنها را در پی می‌دارد. گفتگوی مازندرانی و شیرازی درباره پیوستن به لژ فراماسون. با اینکه فرانسوی‌ها گفته بودند تا یک ماه روس‌ها به مرزهای ایران نخواهند تاخت ولی تاخت‌وتاز ناگهانی روس‌ها ایرانیان را هراسان می‌کند. لاچین‌خان کشته می‌شود و سخن‌هایی دوباره پشت‌سر کتوان و عباس میرزا گفته می‌شود. |            |                                       |           |             |                |
| ١٤ | ١٤         | اعلان‌نشده                             | اعلان‌نشده | اعلان‌نشده   | اعلان‌نشده      |
| در پی پیمان تیلسیت (۱۸۰۷ م) دست‌درازی روس‌ها به مرزهای ایران دوباره آغاز می‌شود. خشم شاه و برکنار کردن میرزا شفیع مازندرانی در پی پیمان‌شکنی فرانسویان. عباس میرزا در گفتگو با میرزا عیسی به این گزینه هم می‌نگرد که می‌توانیم برای گرفتن فتوا خواستار کمک از دانشمندان دینی نجف، اصفهان و مشهد شویم. شاه در دربار به درخواست کمک از انگلیس در برابر پول می‌اندیشد. خواست ناگهانی شاه برای رفتن به چمن سلطانیه برای دادن پول به سربازان از هم گسیخته و دیدار با عباس میرزا که می‌بایست از تبریز به چمن سلطانیه بیاید. در اینجا نمایندگان انگلستان سرجان ملکم و سرهارفورد جونز با نام سفیران آشتی و دوستی به دیدار شاه می‌روند. کوشش نمایندگان انگلیس برای برانگیختن شاه به ایستاندن نبرد و پشتیبانی آصف الدوله از این پیشنهاد انگلیسی‌ها. شاه می‌گوید پس از رایزنی با عباس میرزا پاسخ می‌دهد. پیش از رسیدن عباس میرزا شاه می‌گوید که باید فرمانروای شکی و بادکوبه فراخوانده بشوند و به آنها پول بدهیم تا روس‌ها آنها را به آز نیاورند. عباس میرزا به چمن سلطانیه می‌رسد و از دیدن انگلیسی‌ها شگفت‌زده و اندوهگین می‌شود. گفتگوی شاه و پسرش پایانی ندارد پس آصف الدوله پیشنهاد می‌کند که به میرزا ابوالحسن شیرازی پیام دهید که سوگلی شاه را برای برگرداندن شاه برانگیزد . |            |                                       |           |             |                |
| ۱۵ | ۱۵         | اعلان‌نشده                             | اعلان‌نشده | اعلان‌نشده   | اعلان‌نشده      |
| هخخخخخخخخخ |            |                                       |           |             |                |
| ۱۶ | ۱۶         | اعلان‌نشده                             | اعلان‌نشده | اعلان‌نشده   | اعلان‌نشده      |
| میرزا ابوالقاسم فرزند میرزا عیسی هنگامی به تبریز می‌رسد که پدر مرده (۱۸۲۲ میلادی) و زمان خاکسپاری است. گوهر درباره چو انداختن‌های مردم درباره کتوان و عباس میرزا با عباس‌میرزا میرزا گپ می‌زند. عباس‌میرزا به میرزا ابوالقاسم می‌گوید حُکمت از تهران آمده و زین پس جانشین پدرت هستی. دیدگاه میرزا ابوالقاسم هم، بر گردن بودن جنگ است در جایگاه کنونی. مادر عباس‌میرزا از کتوان خواستگاری می‌کند کتوان در بازار زخم‌زبان‌ها می‌شنود. میرفتاح از کتوان خواستگاری می‌کند و پاسخ رد می‌شنود. خانه کتوان آتش می‌گیرد. میرزا ابوالقاسم در اندیشه گوهر است و بر آن می‌شود که به عباس بگوید. عباس هم می‌پذیرد. جشنی برپا می‌شود و این دو زیر یک سقف می‌روند. مادر عباس‌میرزا بر سر مزار میرزا عیسی که گویا در روزگار جوانی همدیگر را دوست داشتند می‌گرید و داستان خواستگاری و رسیدن فرزندان‌شان به هم را می‌گوید. |            |                                       |           |             |                |
| ۱۷ | ۱۷         | اعلان‌نشده                             | اعلان‌نشده | اعلان‌نشده   | اعلان‌نشده      |
| عباس‌میرزا ، میرزا ابوالقاسم را برکتار می‌کند چراکه دیدگاه‌های ناهمساتی داشته‌اند؛ ابوالقاسم باور داشت پیش از تاختن دوباره روس‌ها باید پیش‌دستی کنیم ولی عباس با کیفر پیش از بزه همراهی نمی‌کرد. همچنین ابوالقاسم مخالف جنگیدن با کمک گرفتن از کشورهای بیگانه بود. ابوالقاسم به تهران نزد شاه می‌رود و او به فرمانروایی همدان می‌گماردش سر اوزلی بجای سرهارفورد جونز سفیر بریتانیا در تهران میشود جونز به او می‌گوید مهم است که ایران بازنده جنگ باشد و ما با دیر رساندن جنگ‌افزارها به‌دست ایرانی‌ها راه این شکست را هموار میکنیم اعتراض پیرقلی‌خان به عباس‌میرزا درباره دست‌درازی سالدات‌های روس به مرزها و زنان ایرانی‌ها عباس‌میرزا هم دستور می‌دهد مارشال گوداویچ را فرا بخوانند کلنل مک‌دنالد و گوداویچ نزد عباس‌میرزا می‌رود و می‌گویند شما ناچارید با کارهای ما کنار بیایید و ما خودمان مرزها را روشن می‌کنیم و تبریز را هم می‌توانیم بگیریم. عباس‌میرزا خشمگینانه ۲ روز به ایشان زمان می‌دهد تا از مرزهای ایران بروند. فتحعلی‌شاه به شیرازی می‌گوید که اوزلی گفته با دادن پول می‌توان سرزمین‌های ازدست‌رفته را پس گرفت. سپس گنجه‌ای از گوهرها به شیرازی می‌دهد تا با روس‌ها برای بیرون‌روی از مرزهای ایران گفتگو کند و از همین رو شیرازی را به جایگاه وزیرخارجه می‌گمارد. سپس به شیرازی می‌گوید سر اوزلی قول داده اگر ایران آشتی را بپذیرد روس سرزمین‌های ایران را پس می‌دهد. شیرازی راست به سفارت بریتانیا می‌رود ولی اوزلی می‌گوید کلنل مک دونالد بجایم گمارده شده و این گنجه را هم برای خودت بردار و دست از کارهای کودنانه (دادن پول در برابر زمین) بردار. روس‌ها به رهبری سردار پاسکویچ در شهرهای مرزی کشتار می‌کنند و مردم را وادار می‌کنند که به امپراتور روس نامه بنویسند و درخواست رهایی از دست ایرانیان را بنمایند. نیمه‌شب عباس‌میرزا، محمدرضا خویی را فرا می‌خواند برای رایزنی. خویی می‌گوید به سید محمد مجاهد نامه نوشته و او بزودی برای نشست بزرگان کشور به چمن سلطانیه می‌آید در این نشست ملا احمد نراقی هم هست. دیدگاه عباس‌میرزا جنگیدن است ولی شیرازی و آصف‌الدوله به آشتی رای می‌دهند. عباس از سید محمد مجاهد درخواست حکم جهاد می‌کند و او هم می‌پذیرد سپس همراه عباس‌میرزا راهی تبریز می‌شود. |            |                                       |           |             |                |
| ۱۸ | ۸          | اعلان‌نشده                             | اعلان‌نشده | اعلان‌نشده   | اعلان‌نشده      |
| خخخخخخخخ |            |                                       |           |             |                |
| ۱۹ | ۱۹         | اعلان‌نشده                             | اعلان‌نشده | اعلان‌نشده   | اعلان‌نشده      |
| سردار پاسکویچ فروشنده‌ای گرجی را یک دوره‌گرد جا می‌زند و به درون سپاه ایران می‌فرستد. دوره‌گرد با فروش خوراکی‌های خواب‌آور سربازان ایران را خواب‌آلود می‌کند و سپس با علامت دادن پسردار پاسکویچ را به آغاز تاخت‌وتاز آگاه می‌کند. عباس میرزا را می‌آگاهانند که هدف بعدی سردار پاسکویچ دژ شوشی است. او هم به مهدی‌قلی‌خان سرباز می‌دهد که به کمک ایرانیان برود. در روند این تاخت‌وتاز مهدی‌قلی‌خان و مارشال گوداویچ کشتخه می‌شوند اندوه عباس‌میرزا را فرا می‌گیرد سید محمد مجاهد پس از شکست و پیش از بدرود گفتن به عباس‌میرزا می‌گوید نزدیکان و دست‌اندرکارانت را بپا تا فرنگیان در آنها رخنه کنند. |            |                                       |           |             |                |
| ۲۰ | ۲۰         | اعلان‌نشده                             | اعلان‌نشده | اعلان‌نشده   | اعلان‌نشده      |
| دژ شوشی از دست رفته‌است. عباس‌میرزا برای آشتی به در خانه میرزا ابوالقاسم می‌رود و به گوهر می‌گوید نامه‌ای به شوهرت بنویس تا به تبریز بیاید. عباس‌میرزا نشستی در تبریز برگزار می‌کند و بازاریان را فرامی‌خواند و از آنها درخواست کمک می‌کند تا پیش از رسیدن کمک انگلیسی‌ها دست سربازان ایران از جنگ‌افزار تهی نماند. هنگام گفتگوی عباس میرزا و پیرقلی‌خان درباره کمبود آزوغه، ناگهان میرزا ابوالقاسم می‌آید و می‌گوید آصف‌الدوله شکست خورده (۱۸۲۸) و روس‌ها دارند شهر به شهر پیش می‌آیند. عباس‌میرزا دستور می‌دهد آزوغه‌های احتکارشده را به زور از بازاریِ بدسرشت میرفتاح بگیرند او هم به بیرون از شهر نزد سردار پاسکویچ می‌رود تا با گزارش دادن به روس‌ها کین خود را از شهر تبریز بستاند. |            |                                       |           |             |                |
| ۲۱ | ۲۱         | اعلان‌نشده                             | اعلان‌نشده | اعلان‌نشده   | اعلان‌نشده      |
| به کمک میر فتاح نیروهای روس به درون شهر می‌آیند. تبریز سقوط می‌کند. (اشغال تبریز در پی جنگ ایران و روس (۱۸۲۶ تا ۱۸۲۸)) گلناز دختر عباس میرزا کشته و به خاک سپرده می‌شود . سردار پاسکویچ در خانه میرفتاح نشیمن می‌گزیند سخن از گفتگو با روس‌ها به میان می‌آید. میرزا ابوالقاسم خواهان گفتگو است. عباس میرزا می‌پذیرد و می‌گوید پیرقلی‌خان و میرزا تقی خان فراهانی (؟) را با خود همراه کن. سردار پاسکویچ برای بیرون رفتن از تبریز می‌گوید باید با نایب‌السلطنه سخن بگویم چون شرایطی دارم. درگیری سربازان روس و مردم در تبریز. آصف‌الدوله ناشناس در تبریز دور می‌زند که نظرعلی‌بیگ می‌شناسدش ولی هنگامی که می‌خواهد دستگیرش کند سالدات‌ها می‌گویند که باید به ما دهیدش وگرنه با زور تفنگ می‌گیریمش. روس‌ها به مسجد می‌روند و پیشاپیش به میرزامحمدرضاخویی هشدار می‌دهند اگر برنامه‌ای از مسجد برخیزد، با واکنش روس‌ها رویارو خواهد شد. میرزا ابوالقاسم به عباس‌میرزا می‌گوید به تهران بگو کار پیمان آشتی را خودشان بدوش بگیرند تا کم‌کاری‌های تهران به نام تبریز نوشته نشود. سردار پاسکویچ یک ارمغان برای عباس‌میرزا به رسم آشتی و آرامش می‌فرستد و آن آصف‌الدوله است که مانند یک جانور در یک گنجه گذاشته‌اند و به عباس‌میرزا پیشکش می‌کنند. |            |                                       |           |             |                |
| ۲۲ | ۲۲         | اعلان‌نشده                             | اعلان‌نشده | اعلان‌نشده   | اعلان‌نشده      |
| شاه از نرسیدن جنگ‌افزارهای انگلیسی خشمگین است و سفیر انگلیس بسادگی خروشان بودن دریا را بهانه می‌کند. شیخ‌مسيح به همراه مردم کوی و برزن سوگوار تبریز است. نظرعلی‌بیگ از تبریز به تهران می‌رسد و آصف‌الدوله را به دربار می‌دهد و شاه هم او را به باد کتک می‌گیرد. شاه پیمان آشتی با روسیه را توشیح می‌کند و نظرعلی‌بیگ آنرا به تبریز می‌برد ولی سردار پاسکویچ همچنان شروطی دارد؛ مانند کاپیتولاسیون جای بستن پیمان روستای ترکمنچای مقرر می‌شود واکنش‌ها به کاپیتولاسیون بسیار است. درد دل عباس میرزا با مادرش درباره این ننگ. پسر عباس میرزا ، محمد به دیدنش می‌آید. میرزا ابوالقاسم به میرزا آقاسی خرده می‌گیرد که چرا به محمد میرزا خرافات آموخته‌ای.محمد میرزا هم می‌گوید میرزاآقاسی با فال گرفتن و بخت خوانی می‌ترساندم . |            |                                       |           |             |                |
| ۲۳ | ۲۳         | اعلان‌نشده                             | اعلان‌نشده | اعلان‌نشده   | اعلان‌نشده      |
| عباس میرزا به میرزا ابوالقاسم می‌گوید بودن میرزا آقاسی در کنار محمد میرزا دستور تهران است وگرنه تهران محمد میرزا را از ما می‌گیرد عباس میرزا از مهمانی زنانه اندرونی درخواست کمک برای گنجینه تبریز می‌کند و آنها انگشتر و النگوهایشان را می‌دهند تا عباس میرزا بتواند تاوان جنگی را به روسیه بدهد. الکساندر گریبایدوف که خواهرزاده سردار پاسکویچ است و همسرش نینو طی یک ماموریت ماه‌عسل‌وار به تبریز می‌روند جایی برای زندگی این دو جوان در بیرون تبریز در نظر گرفته می‌شود . الکساندر گریبایدوف گماشته شده است تا دو بند از پیمان ترکمنچای را بکار ببندد: ۱ پرداخت تاوان جنگی ایران به روسیه ۲ برگرداندن اسیران جنگی. گوهرها و زرها را روی ترازو می‌کشند تا در جایگاه تاوان جنگی به روس‌ها بدهند پزشک می‌گوید عباس میرزا سل دارد و نمی‌توان گفت تا چه زمانی زنده می‌ماند بیرون رفتن ارتش روس از جنوب ارس سران تبریز و لشکریان روسیه بابت اینکه مک‌دُنالد در تبریز کنسولگری گشود به اختلاف نظر می‌خورند همسر مک مک‌دُنالد و همسر الکساندر گریبایدوف دوست می‌شوند . الکساندر گریبایدوف می‌گوید همه اسیرانی که زادگاهشان آن سوی ارس است را باید به ما بدهید ولی میرزا ابوالقاسم پاسخ می‌دهد آنهایی که خودشان در اینجا و خانه و زندگی درست کرده‌اند را به شما نمی‌دهیم. |            |                                       |           |             |                |
| ۲۴ | ۲۴         | اعلان‌نشده                             | اعلان‌نشده | اعلان‌نشده   | اعلان‌نشده      |
| گريبايدوف می‌خواهد آنهایی را که از بالای ارس به پایین ارس آمده‌اند را به زور به خاک روسیه برگرداند او سپس آهنگِ گسیل داشتنِ یک گردان به آرامگاه شیخ صفی‌الدین اردبیلی را می‌کند چرا که در آن گوهرهای فراوان هست همسر مک‌دُنالد برای همسر گريبايدوف احضار روح می‌کند . نینو از روی دلخوری از کارهای گريبايدوف در جایی پنهان می‌شود گريبايدوف گمان می‌کند ایرانی‌ها او را دزدیده‌اند سرانجام با کمک پیرمرد و پیرزن سرایدار خانه‌اش نینو را می‌یابد ولی آن دو تن را می‌کشد گريبايدوف به تهران می‌رود او ادب و رفتاری نیک در برابر شاه ایران ندارد از این رو شاه نیز او را خوار می‌شمارد و پیوندشان به تیرگی می‌گراید این دیدا ر در ۱۱ ژانویه ۱۸۲۹ روی داده است . گريبايدوف می‌گوید کار من برگرداندن اسیران است پس به زور تیر و تفنگ هم شده در بازار به دنبال کسانی که ریشه‌شان به آن سوی ارس می‌رسد خواهم گشت و با چنین دستوری به سالدات‌ها مایه درگیری مردم و سربازان می‌شود. |            |                                       |           |             |                |
| ۲۵ | ۲۵         | اعلان‌نشده                             | اعلان‌نشده | اعلان‌نشده   | اعلان‌نشده      |
| شیخ‌مسيح نماینده‌ای برای هشدار به سفارت روس می‌فرستد. گریز یعقوب ماركاريان از کاخ با دستی پر از زر و گوهر. طاووس او را می‌بیند و می‌گوید اگر می‌خواهی تو را لو ندهم نیمی از آنچه برداشتی را باید به من بدهی. شیخ‌مسيح برای پیگیری گرفتار شدن زنانی که ریشه‌شان به آن سوی ارس برمی‌گردد به نزد شاه می‌رود. یعقوب ماركاريان پس از پناهنده شدن نشانی زنان گرجی آصف‌الدوله را به گريبايدوف می‌دهد. گذشته نمایی رویدادهای سال‌های پیشِ گريبايدوف را نشان می‌دهد. مردم خشمگین به سفارت روسیه می‌تازند و همگی را می‌کشند . |            |                                       |           |             |                |
| ۲۶ | ۲۶         | اعلان‌نشده                             | اعلان‌نشده | اعلان‌نشده   | اعلان‌نشده      |
| شاه با اینکه در دل از شورانده‌شدن مردم از سوی شیخ‌مسيح خوشش آمده ولی او را نفی‌بلد می‌کند و نامه او را نیز پس از خواندن پاره می‌کند. تبریزی‌ها از مرگ گريبايدوف با نامه‌ای آگاه می‌شوند ولی عباس‌میرزا شگفت نمی‌شود چون آنرا پیشبینی‌پذیر می‌دانست. نامه می‌گوید گروهی برای پوزش‌خواهی به سن‌پترزبورگ فرستاده خواهد شد. عباس‌میرزا پیشنهاد می‌کند سرپرست این گروه پسرش خسرومیرزا باشد و میرزاتقی‌خان‌فراهانی هم آنرا همراهی کند. سپس به میرزا ابوالقاسم آماده شو برویم تهران. در تهران عباس‌میرزا فتح‌علی‌شاه را سرزنش می‌کند. شاه، عباس را از شورش فرمانروای هرات می‌آگاهاند. محمدمیرزا از بیماری پدر بهره می‌برد و خودش فرماندهی سپاه در رویداد هرات را بر دوش می‌گیرد. عباس‌میرزا در آوردگاه هرات ناخوش و بیمار است و ناکامی ایران در جنگ بدترش هم می‌کند او می‌گوید به محمدمیرزا پیغام دهید که پس بنشیند چون ایستادگی سودی ندارد. سال ۱۲۴۹ ماهشیدی او از آوردگاه هرات به مشهد بازمی‌گردد و در همین شهر چشم بر جهان فرو می‌بندد. |            |                                       |           |             |                |
| ۲۷ | ۲۷         | اعلان‌نشده                             | اعلان‌نشده | اعلان‌نشده   | اعلان‌نشده      |
| میرزا ابوالقاسم و محمدمیرزا به تبریز برمی‌گردند. اندوه همه‌جا را برداشته‌است. در تهران فتح‌علی‌شاه در بستر بیماری‌ست و طاووس از او پرستاری می‌کند. پس از مرگ فتح‌علی‌شاه پسرش ظل‌‌السلطان خود را شاه نامید ولی با رسیدن سپاه تبریز، کوتاه آمد و محمدمیرزا شاه شد. در همان آغاز میرزا ابوالقاسمبا میرزا آقاسی با هم برخورد دارند. میرزا آقاسی هم برای چاره‌جویی نزد وزیرمختار روس می‌رود. میرزا ابوالقاسم با سفیران بیگانه پیوند خوبی ندارد چون باور دارد آنها با زور و توانی که دارند از مردم ایران بهره‌کشی می‌کنند. او تا آنجا پیش می‌رود که هشدار می‌دهد با مردی یا نامردی ایران را از زیر بار پیمان ترکمن‌چای بیرون خواهد برد. میرزا ابوالقاسم نزد همسرش گوهر درد‌دل می‌کند که محمدشاه فریفته میرزا آقاسی شده‌است. میرزا آقاسی و آصف‌الدوله نزد محمدشاه به بدگویی میرزا ابوالقاسم می‌پردازند چرا که درآمد شاهزادگان را بریده یا دارایی و زمین‌شان را گرفته‌است. وزیران‌مختار روس و انگلیس هم نزد محمدشاه ناخشنودی خود را بازگو می‌کنند گو اینکه آنها چاه نخست‌وزیر (میرزا ابوالقاسم) را کنده‌اند. گفتگوی نخست‌وزیر و محمدشاه با صدای بلند. محمدشاه سرانجام میرزا ابوالقاسم را برکنار می‌کند. پیرامونیان باز هم بیکار نمی‌نشینند و شاه را به نیرو و توان میرزا ابوالقاسم بدبین می‌کنند تا شاه دستور بازداشت او را می‌دهد |            |                                       |           |             |                |